# Hrabstwo Cardinia
Hrabstwo Cardinia – obszar samorządu lokalnego (ang. local government area), położony w południowo-wschodniej części aglomeracji Melbourne. Hrabstwo Cardinia powstało w 1994 roku z połączenia hrabstw Pakenham, Sherbrooke oraz City of Cranbourne. Obszar ten zamieszkuje 57 115 osób (dane z 2006).  

## Dzielnice
| - Avonsleigh - Bayles - Beaconsfield - Beaconsfield Upper - Beenak - Bunyip - Caldermeade - Cardinia - Catani - Clematis - Cockatoo - Cora Lynn - Dalmore - Dewhurst - Emerald - Garfield - Gembrook - Guys Hill - Iona - Koo Wee Rup |  | - Lang Lang - Maryknoll - Menzies Creek - Modella - Monomeith - Mount Burnett - Nangana - Nar Nar Goon - Officer - Pakenham - Tenby Point - Tonimbuk - Toomuc Valley - Tooradin North - Tynong |